# Roquefort-de-Sault

Roquefort-de-Sault este o comună în departamentul Aude din sudul Franței. În 1 ianuarie 2022 avea o populație de 82 de locuitori.